# Son Sann
Son Sann (1911-2000) foi um político cambojano e líder anticomunista que serviu como primeiro-ministro do Camboja de 1 de maio de 1967 a 31 de janeiro de 1968. Chegou ao poder após a demissão de Lon Nol após a revolta dos Khmers Vermelhos na província de Battambang, um prelúdio para a subsequente guerra civil. O frágil governo de Son Sann teve de enfrentar insurgências e pequenas revoltas instigadas pelos Khmers Vermelhos, até que a 17 de Janeiro de 1968, as guerrilhas comunistas lançaram a sua primeira ofensiva em grande escala (após o fracasso da primeira insurreição de Março de 1967), iniciando formalmente a guerra civil cambojana, que terminou em 1975 e levou ao estabelecimento da ditadura totalitária de Pol Pot. Incapaz de controlar as guerrilhas, Son Sann foi substituído por Penn Nouth a 31 de janeiro.
Foi forçado a exilar-se em 1970 após o golpe no palácio de Lon Nol, pelo que não estava no país na altura da vitória dos Khmers Vermelhos, nem quando estes foram derrubados em 1979. Após a queda do segundo regime socialista em 1992, Son Sann fundou o Partido Liberal Democrático Budista, com o qual participou nas primeiras eleições livres do país em 1993. Terminou em terceiro lugar com 10 lugares, mas fez parte do governo de coligação subsequente, servindo como presidente da Assembleia Nacional. Após o golpe de Hun Sen em 1997, Son Sann exilou-se em França, onde morreu de insuficiência cardíaca em Dezembro de 2000.
Son Sann formou-se na HEC Paris.